# Izrael Lubliński-Stuczyński
Izrael Lubliński-Stuczyński (ur. 1882 w Gródku Jagiellońskim, zm. ?) – prawnik, działacz społeczny, poseł na Sejm I kadencji.

## Życiorys
Urodził się w Gródku Jagiellońskim. Ukończył studia prawnicze i rozpoczął praktykę adwokacką w Słonimie. Współpracował z prasą żydowską. Był aktywistą syjonistycznym – kierował Organizacją Syjonistyczną w Słonimie. W latach 1922–1927 sprawował mandat poselski w Sejmie I kadencji.